# Iglesia de San Sebastián (Mohedas de la Jara)
La iglesia de San Sebastián Mártir, más conocida como iglesia de San Sebastián, es un templo católico situado en la localidad española de Mohedas de la Jara, en la provincia de Toledo. Tiene varios estilos debido a que su construcción se llevó a cabo en una época de transición artística. Está situada en la plaza de España, justo enfrente de la casa consistorial y de una fuente del siglo XX.

## Descripción
Descrita por Luis Moreno Nieto como un «ejemplar muy apreciable de parroquia rural de transición», la iglesia se habría construido, según el conde de Cedillo, entre los siglos XV y XVI, en una época transitoria entre los estilos gótico y renacentista. Es por eso que manifiesta los dos estilos aunque es una iglesia predominantemente renacentista. 
Por el exterior cuenta con una entrada principal con forma de arco conopial apuntado propio del gótico. Sin embargo, la puerta lateral tiene forma de arco de medio punto al igual que la gran bóveda bajo la entrada principal que es de cañón. Tiene pocos ventanales aunque estos tienen abundante color gracias a las vidrieras. 
El interior es mucho más rico. El templo cuenta con tres arcos de medio punto renacentistas de piedra que separan las naves laterales de la principal. El arco que separa el cuerpo de la iglesia de la cúpula bajo la que se encuentra el alt es apuntado propio del gótico. Los techos son de madera inclinados hacia los lados y los retablos tienen muchos detalles. El retablo principal alberga a Jesús y los apóstoles. El retablo lateral derecho alberga a San Sebastián Mártir. En el lado izquierdo está la Virgen María.
La construcción exterior es de piedra de color en tonos cálidos. El interior tiene los arcos de piedra de color gris. El techo es de madera, el suelo de baldosas de cerámica porcelana.
El campanario es lo más destacado y visible de la iglesia. Su construcción es posterior a la de la iglesia en sí. Tiene una altura cercana a los 20 metros. El campanario tiene un total de cinco campanas. Solo una de ellas, la más pequeña cuenta con un sistema de volteo. El resto de campanas suenan con un sistema de martillos. Se desconoce cuál fue la empresa fundidora pero sí se sabe la fecha de fundición de la campana mayor, que es del año 1700.